# Kanzlei Liebling Kreuzberg
Kanzlei Liebling Kreuzberg ist ein Film aus dem Jahr 2024. Es handelt sich dabei um eine filmische Fortsetzung der von 1986 bis 1998 ausgestrahlten Fernsehserie Liebling Kreuzberg.

## Handlung
Die frischgebackene Juristin Lisa Liebling kehrt nach ihrem Jurastudium in ihre Heimatstadt Berlin zurück. Überraschend erhält sie die Möglichkeit, in die Anwaltskanzlei ihres vor 18 Jahren verstorbenen Großvaters Robert Liebling einzusteigen. Doch dessen letzte Kanzleikollegin Dr. Talia Jahnka ist zunächst nicht davon begeistert, eine Berufseinsteigerin in ihrer Kanzlei aufzunehmen. Sie hatte die Kanzlei in den letzten Jahren auf Erfolg und Profit ausgerichtet. Lisa wiederum denkt, wie auch ihr Opa seinerzeit, eher an die Sorgen und Probleme der kleinen Leute in Kreuzberg als an hohe Honorarsätze. Zwischen den Fronten befinden sich die Rechtsanwaltsgehilfin Senta Kurzweg und der junge Anwalt Cem Oktay.
Ihr erstes Mandat sorgt für Spannungen. Lisa Liebling vertritt den Senior Saffermann, der sich gegen ein Hausverbot in seinem Stammcafé zur Wehr setzt. Die Cafébetreiberin hatte ihm ein Hausverbot erteilt, weil er an seinem Stammplatz im Café einem Gast diskriminierende Worte an den Kopf geworfen hatte. Lisa erfährt von der Cafébetreiberin Mai Ninh Phan, dass deren Eltern ein Problem mit Alexander Dietz, einem angeblichen Mietnomaden, haben, der seit einem Jahr seine Miete nicht bezahlt hat. 
Lisa macht sich vor Ort bei Dietz ein Bild, erfährt dort, dass der Grund für die Nichtzahlung der Miete ein Problem mit der Elektrik in der Wohnung sei. Bei Lisas zweitem Besuch mit einer Sachverständigen stellt sich heraus, dass Dietz nicht nur gelernter Elektriker ist, sondern auch einen Schaltkasten manipuliert hat. Im anschließenden Gerichtsverfahren verliert Dietz, allerdings uneinsichtig, mit Verweis auf eine anstehende Privatinsolvenz. Somit wären Ansprüche auf Mieteinnahmen von Mais Eltern nicht möglich. 
Um Saffermann und Mais Eltern helfen zu können, muss eine finanzielle Lösung für Dietz gefunden werden. Dieser befand sich in der prekären Situation, weil seine Frau vor kurzem gestorben war und seine Firma nur noch Kurzarbeit angeboten hatte. Um seinem Sohn ein halbwegs normales Leben zu ermöglichen, hatte er begonnen, am Finanzmarkt zu spekulieren und alle Ersparnisse und Einkünfte an eine dubiosen Firma verloren, die nach dem Schneeballprinzip arbeitet.
Lisa erkennt die Notlage, macht mit Mai und Dietz einen Podcast zum Thema, sammelt weitere Kontakte von Geschädigten und gewinnt ihren ersten Prozess. Einer Sammelklage wird stattgegeben, die Kanzleikollegin Jahnka akzeptiert Lisa nun und ändert ihre Doktrin bezüglich der weiteren Führung der Kanzlei. Lisa wird als vollwertiges Mitglied der Kanzlei Liebling aufgenommen.
Hans Saffermann sitzt unterdessen an seinem Stammplatz in Mais Café, als diese feststellt, dass die neu gelieferte Spülmaschine defekt ist. Er bietet sich daraufhin an, wie in alten Zeiten, das Geschirr per Hand zu spülen.

## Produktion und Veröffentlichung
Der Film wurde vom 17. Oktober bis zum 15. November 2023 unter dem Arbeitstitel Liebling Kreuzberg 2.0 in Berlin und Umgebung gedreht. Am 25. September 2024 wurde der Film in der ARD Mediathek veröffentlicht. Die Erstausstrahlung im linearen Fernsehen fand am 27. September 2024 zur Hauptsendezeit im Ersten statt. Die Reihe wird fortgesetzt.